# くいしん坊!万才
『くいしん坊!万才』（くいしんぼうばんざい）は、フジテレビなどで放送のミニ番組の料理番組である。フジテレビと共同テレビ（初期はピー・プロダクション）の共同制作である。通称『くいしん坊』。リポーターが固定されるようになってからタイトルの前には必ず『○○○○（リポーターの名前）のくいしん坊!万才』と付く。

## 概要
1974年10月2日に放送を開始した（フジテレビ公式サイトでは、リポーターが固定化された1975年6月としている）。キッコーマンの一社提供番組で、毎回日本各地の名物料理を食べ歩く。国内のみならず、海外でのロケを行う場合もある。2025年に（リポーター固定後の）放送開始50周年を迎える長寿番組である。
当初は火曜と金曜を除く週5日間の帯（21:54 - 22:00枠）で放送されていたが、1983年10月以降は週4日間の帯に減少し、1999年4月から2018年9月まで月曜のみの放送となっていたが、2018年10月からは日曜昼前（11:45 - 11:50枠）のみの放送に移行、放送開始45年目にして初のノンプライム放送となり、2022年10月改編で日曜夕方枠（17:25 - 17:30）に移動。
スタート当初はフィルムによるロケーション撮影だったが、技術の変遷で竜崎勝時代にはVTR撮影に変わった。
「○○○○のくいしん坊!万才」のタイトルコールは、宍戸錠時代から本人がコールするようになった。
テーマ曲（愛場俊彦作曲）は、村野武範時代以降はくいしん坊交代ごとにアレンジされている。ただし、辰巳琢郎時代のオープニングは、テーマ曲が変更となりアニメーションも辰巳の顔部分だけ実写だった。山下真司起用後はテーマ曲・アニメとも元のスタイルに戻された。なお、リポーター固定化前は全く異なる音楽が使われていた。
2025年1月に報じられたフジテレビの一連の不祥事を受けて、単独スポンサーであるキッコーマンからの要請により、同月19日をもって放送が中止となっている。該当時間帯は本番組の直後に放送している『Live News イット!』を前倒し（拡大）する形で対応するとしているが、時によっては別の番組を放送する事もある。また、本番組と同じくキッコーマン一社提供の『おいしい記憶きかせてください』（BSフジ制作）も同様の理由により、同年2月15日以降、当面の間放送を休止することが発表された。
現時点では本番組の動きは見られず放送再開の見通しは全く立っていない。また『おいしい記憶きかせてください』は2月15日放送予定だった分からキッコーマン公式YouTubeチャンネルでの配信に切り替わっている。

### 放送曜日
| 期間                                           | 日曜 | 月曜 | 火曜 | 水曜 | 木曜 | 金曜 | 土曜 | 備考  |
| ---------------------------------------------- | ---- | ---- | ---- | ---- | ---- | ---- | ---- | ----- |
| 1974年（昭和49年）10月 - 1981年（昭和56年）3月 | ○    | ○    | －   | ○    | ○    | －   | ○    | 週5回 |
| 1981年（昭和56年）4月 - 1983年（昭和58年）9月  | ○    | ○    | －   | ○    | ○    | ○    | －   | 週5回 |
| 1983年（昭和58年）10月 - 1984年（昭和59年）9月 | ○    | ○    | －   | ○    | －   | ○    | －   | 週4回 |
| 1984年（昭和59年）10月 - 1999年（平成11年）3月 | ○    | ○    | ○    | ○    | －   | －   | －   | 週4回 |
| 1999年（平成11年）4月 - 2018年（平成30年）9月  | －   | ○    | －   | －   | －   | －   | －   | 週1回 |
| 2018年（平成30年）10月 - 2025年（令和7年）1月  | ○    | －   | －   | －   | －   | －   | －   | 週1回 |

## 歴代のリポーター
- 1974年10月2日から1975年1月5日放送分までは、各界の著名人（俳優・落語家・漫画家・力士など）が日替わりでリポーターを務めていた[11]。
  - 当時の新聞の記載によると、初回のリポーターは『正蔵』（林家正蔵(8代)と考えられる）であった。
- 1975年1月6日から6月22日放送分までは、各界の著名人が週替わりでリポーターを務めていた。
- 1975年6月23日放送分以降、リポーターが固定化される。フジテレビの公式サイトではこの段階を放送開始としている。
- リポーターは固定化以降、主に2～3年おきに次代に交代し、早いと川津のようにほぼ1年で降板ということもあったが、当代（11代目）の松岡に代わってからは25年間交代がなく、歴代出演者とは出演期間が大きく離れている。ただし、松岡の出演開始時点ではすでに週1回放送になっていたこともあり、3代目の友竹が3年間の出演で保持していた歴代最多出演回数を塗り替えるまでに、その約5倍にあたる16年強の歳月を費やしている。

| 代 | リポーター | 出演期間                      | 回数 |
| -- | ---------- | ----------------------------- | ---- |
| 1  | 渡辺文雄   | 1975年6月23日 - 1977年7月3日  | 515  |
| 2  | 竜崎勝     | 1977年7月4日 - 1978年12月31日 | 390  |
| 3  | 友竹正則   | 1979年1月1日 - 1981年12月31日 | 0794 |
| 4  | 宍戸錠     | 1982年1月1日 - 1983年12月30日 | 509  |
| 5  | 川津祐介   | 1984年1月4日 - 12月30日       | 228  |
| 6  | 梅宮辰夫   | 1985年1月6日 - 1987年12月30日 | 623  |
| 7  | 村野武範   | 1988年1月3日 - 1990年12月30日 | 617  |
| 8  | 辰巳琢郎   | 1991年1月6日 - 1993年12月29日 | 606  |
| 9  | 山下真司   | 1994年1月4日 - 1997年12月30日 | 782  |
| 10 | 宍戸開     | 1998年1月4日 - 1999年12月27日 | 284  |
| 11 | 松岡修造   | 2000年1月10日 - 2025年1月19日 | 1170 |

## ネット局・放送時間
（現在）
| 放送対象地域   | 放送局                    | 系列           | 放送日時                                                      | 備考                   |
| -------------- | ------------------------- | -------------- | ------------------------------------------------------------- | ---------------------- |
| 関東広域圏     | フジテレビ（CX）          | フジテレビ系列 | 日曜 17:25 - 17:30 （特別番組等により放送時間変更の場合あり） | 【制作局】             |
| アメリカ合衆国 | FCI（フジテレビ現地法人） | フジテレビ系列 |                                                               | （ホームページを参照） |

- 開始当初は夜のスポットタイムが「5分」であったため、21:55からの放送であったが、1年後の1975年10月より夜のスポットタイムが「6分」に拡大したため、21:54からの放送に変更された。しかし日曜朝に移動後、43年振りに5分に戻った。
- 水曜放送は1985年4月より2時間歌謡番組『夜のヒットスタジオDELUXE』が設置されたため、22:54に繰り下げ、そして1986年4月からは『ヒットスタジオ』を22:52までの放送に短縮し、当番組の開始時刻を22:52からに拡大したが、22:52 - 22:54は実質的には「ガイド枠」であるため、内容は拡大しなかった[注 9]。その後1989年10月より『ヒットスタジオ』を22:00 - 22:54に短縮し、『夜のヒットスタジオSUPER』に改題したため、水曜放送は元の21:54に戻った。

### 過去のネット局
- 北海道文化放送 - スポンサードネットで放送。
- 青森放送 - 番組開始時の内容のみを放送。途中で青森テレビでの放送へ移行。
- 青森テレビ
- IBC岩手放送 - ロケ地が岩手県の場合のみ、単発で放送。
- 岩手めんこいテレビ - 辰巳琢郎時代に（ノンスポンサー）放送されていた。
- 秋田テレビ - 遅れネットで放送。
- 山形テレビ - フジテレビ系列時代に不定期放送。
- さくらんぼテレビ - 2021年3月28日まで日曜 21:54 - 22:00に放送[12][13]。
- 仙台放送 - 1970年代後半と1981年5月[14]にスポンサードネットで放送された。
- 福島テレビ - 1975年9月29日から1977年4月までは、月曜から土曜の、15:55 - 16:00に放送[15]。1976年当時の提供スポンサーは丸井[16][17][18]。1979年1月から1983年12月時点は、月曜から金曜の、22:55 - 23:00（1982年10月から、22:54 - 23:00）に放送[19]。
- 新潟総合テレビ　- 1976年時点は、土曜 13:55 - 14:00に放送[20]。
- 山梨放送
- 長野放送 - 平日夕方に放送（ノンスポンサー）。
- テレビ静岡
- 富山テレビ - 2006年9月10日から同年11月19日まで富山編を放送（放送時間は日曜 14:55 - 15:00）[21]。
- 石川テレビ - 1976年10月2日[22]からローカルスポンサー提供にて一部曜日のみ遅れネットで放送（1990年2月4日時点では日曜21:54 - 22:00[23]にて、1994年5月30日時点では月曜21:54 - 22:00[24]にて放送）。
- 福井テレビ
- 東海テレビ - 1978年10月11日放送開始～1983年12月28日(週1回・毎週水曜日21:54- 22:00[25])。
- 三重テレビ - 山下真司時代に単発で放送。
- 関西テレビ - 曜日を限定（月曜・水曜・土曜 → のち日曜・月曜・水曜）してスポンサードネットで放送。
- 山陰中央テレビ
- 岡山放送
- テレビ新広島 - 友竹・宍戸時代にスポンサードネットで放送。
- 高知放送 - 村野武憲時代に遅れネット（スポンサードネット、『タイム3』に続けて16時前に放送）。
- テレビ西日本
- サガテレビ
- テレビ長崎 - 昼前に放送された。
- 大分放送 - 辰巳・山下時代に週に1度 → 不定期で放送。ノンスポンサーのため、オープニングとエンディングはブルーバックだった。
- 鹿児島テレビ　- 1992年10月から19時台が1時間番組の曜日（月曜・木曜・土曜）のみ、19時54分より放送[注 10]。当該時間帯が2時間のスペシャル枠やナイター中継の場合は放送を休止。
- 沖縄テレビ

## スタッフ
- プロデューサー：前夷久志
- ディレクター：松澤祐介、岡田実
- AD：白井奈津美
- 撮影：徳重正司
- VE：坂本安章
- TK：山本悦子
- 制作：フジテレビ、共同テレビ
  - 初期（1974年10月時点）では、ピー・プロダクションが担当した回もあった。

## 特別番組など
- 毎年正月の時期には歴代くいしん坊が集まり、全国ネットでスペシャル版が放送されていた（各局ローカル別の複数社スポンサーとなるが、キッコーマンも提供スポンサーに含まれている）が、2010年度以降は放送されていない。
- 2015年8月22日、放送40周年を記念した番組初の1時間の拡大版の特別番組『くいしん坊!万才 放送40周年スペシャル』（関東ローカル）が放送された[注 11]。同特別番組の司会は現在のリポーターの松岡と第2代リポーター・竜崎の長女でもある高島彩（元・フジテレビアナウンサー）が務め[26]、歴代リポーターを代表して6代目リポーターの梅宮辰夫、9代目リポーターの山下真司が出演[27]。東京・芝の会席料理店「とうふ屋うかい」で収録が行われた[28]。
- 2018年9月8日・9日の『FNS27時間テレビ にほん人は何を食べてきたのか?』にて初の本番組の特別編が放送された[29]。こちらにもキッコーマンがスポンサーの一社として名を連ねた。

### 追悼特集
- 2019年12月15日放送は、6代目リポーターを務めた梅宮辰夫が12日に死去（81歳没）したことを受け、当初の放送予定を変更し、梅宮の追悼として、梅宮時代の回の中から1987年2月1日放送回（山形県[注 12]東置賜郡高畠町から「ひきずりうどん」を紹介）をアンコール放送した[30]。なお、当時はアナログ放送であったことから標準画質（画角4:3）だったが、オープニング映像やテロップ、提供アナウンスはほぼそのまま放送したものの、オープニング・エンディングの提供クレジットの社名ロゴ表示が当時と現在で異なるため[注 13]、ホワイトバックに現在のロゴ[注 14]を被せて表示した。エンディングはホワイトバックによる提供クレジットとともに「梅宮辰夫のくいしん坊!万才 終」が黒の縁取りに白文字で表示された。なお、画面両端は白色で、本編の冒頭に内容変更の旨、最後に梅宮を追悼するテロップがそれぞれ表示されたほか、制作会社（フジテレビ・共同テレビ）のテロップも新たに表示し直された[注 15]。

- 2020年1月26日放送は、4代目リポーターを務めた宍戸錠が21日に死去（86歳没）したことを受け、当初の放送予定を変更し、宍戸錠追悼として、錠時代の回の中から1982年1月28日放送回（北海道松前郡松前町から「ユデダコ」を紹介）をアンコール放送した[31]。なお、これも標準画質であり、オープニング・エンディング映像や提供アナウンスは当時のまま放送されたものの、提供クレジットの社名ロゴ表示が現在と異なるため[注 16]、白色の四角枠で被せた上で現在のロゴ[注 14]に置き換えた。なお、画面両端は黒色で、テロップも新たに加えたものが付けられた（本編の画面左上に「宍戸錠のくいしん坊!万才」ロゴ、右に放送日と内容を表示した）ほか、制作会社（フジテレビ・共同テレビ）のテロップも新たに表示し直された[注 17]。

- 2022年3月6日放送は、5代目リポーターを務めた川津祐介が2月26日に死去（86歳没）[32][33]したことを受け、当初の放送予定を変更し、川津の追悼として、川津時代の1年間である1984年放送分の中から7月4日放送回（秋田県仙北郡田沢湖町〈現在の仙北市〉から「山の芋鍋」を紹介）をアンコール放送した。なお、これも標準画質で、オープニング・エンディング映像や提供アナウンスは当時のまま放送されたものの、提供クレジットの社名ロゴ表示[注 16]は白色の四角枠で被せた上で現在のロゴ[注 14]に置き換えた。この回も画面両端は黒、テロップも新たに付加された（本編の画面左上に「川津祐介のくいしん坊!万才」ロゴ、右に放送日と内容を表示した）ほか、制作会社（フジテレビ・共同テレビ）のテロップも新たに表示し直された[注 17]。また、オープニング冒頭に放送内容を変更して放送する旨、VTR本編冒頭に川津追悼の旨がそれぞれ表示されたほか、番組の最後に「5代目くいしん坊 川津祐介さんのご冥福をお祈りします」のテロップを表示して終了した。なお、川津の死去をもって、昭和期に務めた歴代リポーターでは、7代目の村野が最後の存命者となっている[注 18]。

## 備考
- 放送開始以来スポンサーを務めるキッコーマンの子会社・キッコーマンデリカの総菜・弁当店に「できたて惣菜 くいしん坊 万才!」がある。
- 『FNS番組対抗NG名珍場面大賞』では、当時（1986年 - 1999年）の司会・愛川欽也が「期待枠」として目を掛けていた。